# Opération Libero
Opération Libero est un mouvement politique suisse hors parti progressiste, défendant des valeurs d'ouverture et de tolérance face aux populismes. Il est principalement composé de jeunes.

## Description
Officiellement lancé le 13 octobre 2014 à Berne[réf. nécessaire], Opération Libero est issu de la révolte d'une poignée d'étudiants à la suite de l'acceptation de l'initiative populaire « Contre l'immigration de masse » le 9 février 2014.
Se considérant « au-dessus des partis », il milite pour une Suisse multiculturelle, cosmopolite, moderne et progressiste, ce qui le place à l'opposé de l'Union démocratique du centre (UDC) et de l'Action pour une Suisse indépendante et neutre. En 2019, un article du Guardian présente ainsi l'organisation comme principale force d'opposition aux politiques prônées par l'UDC. Il est parfois qualifié par les médias de mouvement « pro-immigration ».
Principalement constitué à l'origine de jeunes universitaires et intellectuels de moins de 30 ans, il est proche du think tank Forum de politique étrangère lié aux milieux diplomatiques suisses.
En 2017, il comptait un millier de membres en Suisse alémanique.

## Positionnement politique
Le mouvement politique peut être qualifié de social-libéral d'un point de vue économique et de libéral d'un point de vue sociétal.
Il prône ou demande :
- un marché du travail ouvert avec le maintien de la libre circulation européenne et une libéralisation des politiques concernant l'immigration des étrangers ;
- une loi sur la nationalité suisse adaptée à un « pays d’immigration », qui rende la procédure de naturalisation plus simple et plus objective, n'exige que trois à cinq ans de séjour en Suisse et non douze ans[7] et supprime les délais de résidence communaux ;
- une véritable politique européenne qui privilégie les accords bilatéraux tout en laissant la porte ouverte à une adhésion si celle-ci est dans l'intérêt du pays[8] ;
- les libertés individuelles, en considérant notamment que le mariage pour tous et l'union civile relèvent de la sphère privée et doivent être légalisés et que l'adoption doit être permise pour les couples homosexuels, pour les célibataires et pour les couples en union libre[9].
- la taxation individuelle plutôt que la taxation des modes de vie, afin de corriger le traitement inégal entre couples mariés et non mariés et d'éliminer les incitations à limiter l'activité professionnelle d'un des deux conjoints ;
- une redistribution ciblée, en soutenant les personnes à faible revenu avec une prime pour l’emploi, versée à toute personne exerçant une activité lucrative sous forme de crédit d'impôt dépendant du revenu ; ce revenu minimum permettrait de supprimer ou de remplacer d'autres prestations sociales, comme la contribution aux frais du logement ou certaines allocations familiales[10] ;
- une mobilité durable avec une taxation comportementale et une augmentation des tarifs[11].

## Organisation

### Comité directeur
- Stefan Manser-Egli, co-président
- Sanija Ameti, co-présidente
- Stefan Schlegel
- Laura Zimmermann
- Franziska Barmettler
- Marie Julliard
- Stéphane Decrey
- Sarah Kopse-Scholberg
- Deniz Bozyigit

### Équipes régionales
Des équipes régionales ont été mises en place, d'abord pour les villes de Bâle, Berne et Zurich en 2014, puis à Genève en 2015,. L'équipe de Bâle étend plus tard son action à l'ensemble de la Suisse du Nord-Ouest et celle de Genève à l'ensemble de la Suisse romande. Une équipe est également mise en place pour la Suisse orientale.

## Activités
Le mouvement est actif sur les réseaux sociaux, sur les campus universitaires[réf. nécessaire] et dans la presse, où il publie des tribunes et des prises de position.
En 2014, il déclare vouloir peser sur la campagne des élections fédérales et l'agenda politique, sans pour autant présenter des candidats.
Les succès politiques d'Operation Libero les plus visibles sont les votations gagnées en tant que coordinateur des campagnes de votation contre l'initiative populaire « Pour le couple et la famille - Non à la pénalisation du mariage » et contre l'initiative populaire « Pour le renvoi effectif des étrangers criminels »,, soumises au peuple le 28 février 2016.
Les médias attribuent également à Operation Libero la mobilisation en faveur de la naturalisation facilitée pour la troisième génération soumise au vote et approuvée à 60,4% le 12 février 2017,, ou celle du vote sur l'initiative populaire fédérale « Oui à la suppression des redevances radio et télévision » dite «No Billag», en militant contre la suppression de la redevance audiovisuelle,,. En outre, le mouvement est cité, parmi les mouvements ayant participé au succès populaire contre l'initiative pour l’autodétermination de l'UDC, rejetée par 66,25 % du peuple le 25 novembre 2018.
En 2021, il s'oppose sans succès à l'initiative dite « anti-burqa » et à la nouvelle loi sur les mesures policières de lutte contre le terrorisme, mais il contribue à l'adoption de la loi en faveur du mariage pour tous.
En novembre 2021, le mouvement annonce le lancement d'une initiative populaire avec Les Verts afin de forcer le Conseil fédéral à reprendre les négociations avec l'Union européenne en vue d'une évolution des accords bilatéraux et l'identification d'une solution institutionnelle.